# Донор (домішка)

Схематичне зображення кремнію із донорною домішкою фосфору

Донором у фізиці напівпровідників та напівпровідниковій техніці, називають домішку, яка утворює негативно заряджений локалізований стан із енергією у забороненій зоні, тобто і може віддати електрон у зону провідності. Зазвичай це
хімічний елемент, що додається до напівпровідника у невеликій кількості, утворюючи так званий «напівпровідник n-типу».
Донор зазвичай є атомом хімічного елемента, який має надлишок валентних електронів порівняно з напівпровідником, до якого додається. Атом донора утримує зайвий електрон слабо, й при скінченній температурі цей електрон може перейти до зони провідності, делокалізуватися й вносити вклад у електричний струм.
Додатковий електрон, зв'язаний із атомом донора, утворює так званий донорний рівень у забороненій зоні. Донорний рівень називається мілким, якщо його енергія (відрахована від дна зони провідності) порівняння із характерною енергією теплового руху при кімнатній температурі {\displaystyle k_{b}T}, де {\displaystyle T} — температура, а {\displaystyle k_{B}} — стала Больцмана. Ця енергія становить приблизно 26 меВ.
Зайвий електрон притягається кулонівською силою до іона донора, який має надлишковий позитивний заряд в порівнянні з іонами основного провідника. Внаслідок такого притягання донорні рівні утворюють воднеподібну серію із енергіями, які можна обрахувати за формулою
{\displaystyle E_{d}=E_{C}-R_{H}{\frac {m_{e}^{*}/m_{0}}{\varepsilon ^{2}}}{\frac {1}{n^{2}}}}
де {\displaystyle E_{d}} — енергія донорного рівня, {\displaystyle E_{C}} — енергія дна зони провідності,
{\displaystyle R_{H}} — стала Рідберга (приблизно 13,6 еВ), {\displaystyle m_{e}^{*}} — ефективна маса електрона, {\displaystyle m_{0}} — маса вільного електрона,
{\displaystyle \varepsilon } — діелектрична проникність напівпровідника,
а n — ціле число, яке може пробігати значення від одиниці до нескінченості, але практично важливі лише кілька найнижчих рівнів із малими n.
Завдяки тій обставині, що ефективні маси електронів напівпровідниках малі, а діелектричні проникності доволі великі (порядку 10), енергія донорних рівнів мала, а радіуси локалізації відповідних хвильових функцій доволі великі, простягаючись на кілька періодів кристалічної ґратки.